# Gift-Safranschirmling
Der Gift-Safranschirmling oder Gift-Riesenschirmling (Chlorophyllum venenatum, syn. Macrolepiota venenata) ist eine Pilzart, deren Existenz und genaue Einordnung innerhalb der Familie der Champignonverwandten umstritten ist.

## Merkmale
Der Hut des Gift-Safranschirmlings hat einen Durchmesser von etwa 5–30 cm und ist auf hellem Grund mit einer dunkelbraunen Haut bedeckt, die radial oder in groben Schuppen aufreißt. Die weißen Lamellen sind frei, erreichen also nicht den Stiel. Der Stiel, dessen Länge den Hutdurchmesser in der Regel nicht übersteigt, weist keine Natterung auf und hat einen einfachen Ring. An der Stielbasis befindet sich eine große, deutlich gerandete Knolle. Bei Verletzung verfärbt sich das Fleisch orange, rot oder bräunlich.
Beschrieben wurden auch eine sofortige, deutliche blaugrüne Verfärbung bei Kontakt mit Eisen(II)-sulfat, ein fauliger Geruch sowie ein leicht grünlicher Schimmer der Lamellen bei jungen Fruchtkörpern.

## Artabgrenzung
Von anderen Safranschirmlingen unterscheidet sich der Gift-Safranschirmling vor allem durch das vollständige Fehlen von Schnallen. Dieses mikroskopische Merkmal ist aber schwer feststellbar, da auch der Garten-Safranschirmling nur vereinzelt Schnallen aufweist.

## Verbreitung
Der Gift-Safranschirmling kommt vor allem in südeuropäischen Ländern vor, etwa in Frankreich, wo er 1979 durch Marcel Bon erstmals beschrieben wurde.:139 In Mitteleuropa gilt der Pilz als selten. Berichtet wurde aber auch von Funden in der ehemaligen DDR sowie in Dänemark. Er wächst auf Komposthaufen, in Gärten und Gewächshäusern, auf stark gedüngten Beeten und an anderen, bevorzugt warmen Standorten mit nährstoffreichem Boden.

## Systematik
Innerhalb der Familie der Champignonsverwandten wurde der Gift-Safranschirmling früher in die Gattung der Riesenschirmlinge (Macrolepiota) eingeordnet. Heute wird er zu den Safranschirmlingen (Chlorophyllum) gezählt. Manchmal wird er auch als Varietät des Gemeinen Safranschirmlings betrachtet.
Zweifelhaft ist auch, ob der Gift-Safranschirmling überhaupt eine eigenständige Art ist, oder ob es sich bei den fraglichen Pilzen um falsch bestimmte Garten-Safranschirmlinge handelt. Berichte über Vergiftungen werden mit Unverträglichkeiten, die auch bei Garten-Safranschirmlingen vorkommen:139 oder mit unzureichender Zubereitung erklärt, da viele Pilze roh giftig sind. Mit Chlorophyllum molybdites, der in Europa nicht heimischen Typusart der Gattung Safranschirmlinge, ist ein nahe verwandter Pilz ebenfalls giftig.

## Bedeutung
Der Gift-Safranschirmling gilt als giftig. Er soll Magen-Darm-Beschwerden verursachen und kommt daher nicht als Speisepilz in Frage. Unangenehm sind deshalb Verwechslungen mit anderen, essbaren, Safran- und Riesenschirmlingen wie dem Parasol.